# António Homem da Costa Noronha
António Homem da Costa Noronha (Porto, 3 de agosto de 1787 — Angra do Heroísmo, 13 de julho de 1868) foi um oficial do Exército Português, fidalgo cavaleiro da Casa Real, pioneiro da moderna cartografia e um dos líderes militares da fase inicial do liberalismo nos Açores.

## Biografia
Originário de uma das principais famílias da aristocracia angrense, filho do sargento-mor Manuel Inácio de Noronha e de sua esposa Ana Rita de Magalhães, nasceu na cidade do Porto (baptizado na paróquia de Santo Ildefonso), onde seu pai, filho segundo, era ao tempo oficial do 2.º regimento daquela cidade. Foi fidalgo cavaleiro da Casa Real por alvará de 20 de setembro de 1797.
Tal como seu pai, destinado a seguir uma carreira militar, em 1802, com 14 anos de idade, alistou-se como soldado no Regimento de Infantaria n.º 10, sendo em 1803 promovido a cadete. A 1 de junho de 1807 foi transferido para o Batalhão de Artilharia de Angra, passando a frequentar a Academia Militar da Ilha Terceira, onde completou os quatro anos de Matemática e Artilharia. Em 1812, em Angra, foi promovido a 2.º tenente; em 1818, a 1.º tenente; em 1828, a capitão, por portaria do Governo Interino de Angra. Integrou o Exército Libertador sendo sucessivamente promovido a capitão para o 1.º Batalhão de Artilharia, em 1831; e major, em 1834. Terminada a Guerra Civil Portuguesa permaneceu no Exército, sendo promovido em 1845 a tenente-coronel. Passou à disponibilidade em 1847, na sequência do fim da Patuleia, mas em 1851 foi promovido a coronel. Terminou a sua carreira militar nesse ano de 1851, ao ser reformado no posto de brigadeiro adido à Fortaleza de Santa Cruz da Horta.
Iniciou-se cedo no campo da engenharia militar e da topografia e cartografia ao ser destacado para acompanhar o engenheiro José Carlos Figueiredo durante a campanha de reparação e melhoria das fortificações da ilha Terceira realizada nos anos de 1818 e 1819. Daí enveredou pelos levantamentos cartográficos, matéria em que foi pioneiro e para a qual manifestou particular aptidão.
Empenhado na causa liberal desde cedo, foi um dos oficiais presos, em 4 de abril em 1821 na sequência do contra-golpe que resultou no morte do ex-capitão-general Francisco António de Araújo e Azevedo e na reposição no poder do capitão-general Francisco de Borja Garção Stockler.
No campo da cartografia, entre 7 de setembro de 1821 e 4 de agosto de 1823 integrou a Comissão de Cartas Militares e Topográficas das Ilhas dos Açores, elaborando as primeiras cartas modernas de algumas das ilhas dos Açores e diversos mapas estatísticos, entre eles a situação dos conventos da Terceira.
Até ser extinta e mandada regressar a Lisboa em 1823, a Comissão concluíra a carta de São Miguel e estava a terminar a do Faial e realizara os trabalhos preparatórios para a carta Terceira. Costa Noronha ofereceu-se para, sem gratificação, completar a carta do Faial, o que fez entre junho e agosto de 1823.
Após o fim da missão cartográfica, sob o comando de José Carlos Figueiredo, passou a chefiar o laboratório de artilharia do Castelo de São João Baptista, mas ainda assim, trabalhando isoladamente e renunciando a gratificação, de março a junho de 1825, concluiu o levantamento da carta da ilha de São Jorge.
Aderiu à revolta do Batalhão de Caçadores n.º 5 que a 22 de Junho de 1828 estabeleceu a Carta Constitucional em Angra. Nessa ocasião assumiu o comando do Batalhão de Artilharia de Angra, mantendo-se nesse comando até fevereiro de 1829. Nesse período foi promovido a capitão pelo Governo Interino de Angra, o órgão revolucionário que governava a ilha Terceira.
A partir de 11 de outubro de 1831 passou a integrar o Batalhão de Artilharia do Exército Libertador, tendo permanecido na Terceira como comandante da força artilharia da guarnição dos Açores, cargo que exerceu de maio de 1832 a fevereiro de 1835.
Em fevereiro de 1835 foi nomeado comandante militar da vila da Praia, cargo que manteve até 1840 quando foi transferido para comandante do material de artilharia da 10.ª Divisão Militar, então com sede em Angra do Heroísmo.
Entre 1 de outubro de 1842 e novembro de 1843 foi comandante da Subdivisão Militar da Horta, sendo nessa data passar transferido para o comando do Arsenal do Exército em Lisboa, no posto de major. Regressou aos Açores ao ser em 10 de Agosto de 1845 encarregado da inspecção das baterias de artilharia e do material dos pontos fortificados da 10.ª Divisão Militar.
Foi também encarregado de promover nos Açores a transição dos antigos sistemas de pesos e medidas concelhios para o novo sistema métrico, publicando um conjunto de relatórios sobre a metrologia então em uso. Foi encarregado dessa tarefa por portaria de  25 de julho de 1845 para os Distritos de Angra do Heroísmo e Ponta Delgada e por portaria de 20 de outubro de 1849 para o Distrito da Horta.
Por decreto de 17 de outubro de 1846 foi nomeado governador do Castelo de São João Baptista de Angra, cargo que ocupava aquando da Patuleia. Nessas funções aderiu à revolta militar em Angra que em abril de 1847 destituiu o governador civil e e apoiou a criação de uma Junta Governativa alinhada com a sua congénere do Porto. Após a assinatura da Convenção de Gramido, que pôs fim à guerra civil, liderou a 1 de agosto de 1847 a restauração das autoridades anteriores. Neste processo publicou um conjunto de proclamações e documentos justificando as   as suas acções.
Passou à disponibilidade em outubro de 1847 e foi reformado a 3 de Junho de 1851 no posto de brigadeiro adido ao Castelo de Santa Cruz da Horta.
Foi condecorado com o grau de cavaleiro da Ordem de São Bento e da Ordem de Avis. Foi também condecorado com a Medalha n.º 9 das Campanhas da Liberdade.
Casou com D. Felícia Augusta Borges Teixeira, de quem teve os seguintes filhos:
1. Francisco Ludovino Homem da Costa de Noronha. Casou com D. Lucinda Cornélia Diniz Ormonde, filha de Mateus Coelho Diniz Ormonde e de sua esposa D. Fortunata Dias da dita vila.
2. D. Ana Carlota da Costa Noronha, casada com Manuel de Brum Labath de Athayde.
3. Júlio Teófilo da Costa Noronha, empregado nas obras publicas do distrito de Angra do Heroísmo.
4. Miguel Homem da Costa Noronha, que faleceu solteiro.
5. D. Maria Carlota da Costa Noronha, mulher de João Luiz Borges Teixeira.
6. D. Felicia Augusta da Costa Noronha, que faleceu solteira.

## Obras publicadas
Entre diversos escritos, incluindo alguns de natureza técnica sobre pesos e medidas, dispersos por vários periódicos, é autor dos seguintes:
- 1847 — Documentos da correspondência entre o governador do Castelo de S. João Baptista da cidade de Angra e as autoridades, desde o primeiro do corrente Agosto em que a guarnição do mencionado castelo restabeleceu o legítimo governo de Sua Majestade a Rainha e Senhora D. Maria 2.ª até 18 de Agosto. Angra do Heroísmo, Imp. do Governo.
- 1847 — Documentos. Continuação da correspondência, etc.. Angra do Heroísmo, Imp. do Governo.
- 1847 — Briosa guarnição do invicto Castelo de São João Baptista de Angra do Heroísmo. Proclamação do governador Noronha assinada a 7 de Agosto de 1847. Angra do Heroísmo, Imp. do Governo.
- 1847 — Ofício ao Ilustríssimo Senhor Nicolau Anastácio de Bettencourt com data de 5 de Agosto de 1847. Angra do Heroísmo, Imp. do Governo.
- 1847 — Ofício ao Ilustríssimo Senhor Nicolau Anastácio de Bettencourt com data de 7 e 8 de Agosto de 1847. Angra do Heroísmo, Imp. do Governo.
- 1847 — Ofício ao Ilustríssimo Senhor Joaquim Zeferino de Sequeira com data de 5 de Agosto de 1847. Angra do Heroísmo, Imp. do Governo.
- 1857 — «Informação dos extintos conventos da ilha Terceira no ano de 1827». In Catholico Terceirense, Angra do Heroísmo: 60-68.